# Dusetos
Dusetos (ryska: Дусетос) är en ort i Litauen. Den ligger i den östra delen av landet, 120 km norr om huvudstaden Vilnius. Dusetos ligger 114 meter över havet och antalet invånare är 833.
Terrängen runt Dusetos är platt. Runt Dusetos är det glesbefolkat, med 17 invånare per kvadratkilometer. Dusetos är det största samhället i trakten. I omgivningarna runt Dusetos växer i huvudsak blandskog.